# NK Kras Repen
Nogometni Klub Kras Associazione Sportiva Dilettantistica hoặc đơn giản là Kras Repen là bán chuyên nghiệp bóng đá Ý. Câu lạc bộ đến từ Repen, một ngôi làng ở các đô thị của Monrupino, Friuli-Venezia Giulia. Cộng đồng người hâm mộ của câu lạc bộ là cộng đồng người Slovenia cư trú tại khu vực Friuli-Venezuelaia Giulia. Chủ sở hữu và nhà tài trợ chính của câu lạc bộ là công ty Koimpex. Chủ tịch của câu lạc bộ là Goran Kocman.

## Lịch sử
Krasn được thành lập vào năm 1986, trên cơ sở câu lạc bộ Olimpija, từ Gabrovizza, từng chơi ở Terza Cargetoria của bóng đá Ý. Olimpija sau đó trở thành Circolo Sportivo Krasn ở Sgonico, và vào năm 1986, nó chính thức trở thành Câu lạc bộ bóng đá Kras. Trong hai mùa giải, bắt đầu từ năm 2004-05, họ tiến triển từ Seconda Categoria sang Promozione, nơi mà trong mùa giải 2006-07 họ kết thúc ở vị trí thứ tư.
Vào năm 2007-08, câu lạc bộ được huấn luyện bởi cựu cầu thủ quốc tế Liên Xô và Belarus Sergei Aleinikov. Việc liên lạc được thực hiện do công việc của Koimpex với các công ty ở Belarus.

### Serie D
Câu lạc bộ đã thăng hạng lên Eccellenza trong mùa giải 2008-09.
Vào cuối mùa giải 2009-10 Eccellenza, lần đầu tiên câu lạc bộ được thăng hạng lên Serie D.
Mùa giải tiếp theo, Krasn Repen đã xuống hạng Eccellenza Friuli - Venezia Giulia, nhưng trong mùa giải tiếp theo, đội ngay lập tức được đưa trở lại Serie D lần thứ hai.